# William Beckford von Somerley

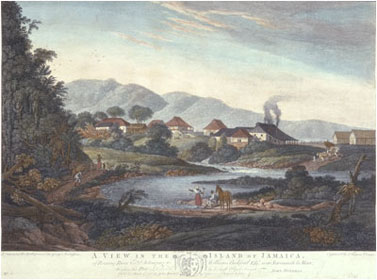
John Boydell, A View in the Island of Jamaica, of Roaring River Estate belonging to William Beckford Esq. near Savannah la Marr, 1778

William Beckford von Somerley (* 1744 in Jamaika; † 5. Februar 1799 in London) war ein jamaikanischer Plantagenbesitzer und Autor.
Er war ein illegitimer Sohn von Richard Beckford und gehörte so zu der auf Jamaika sehr einflussreichen Familie der Beckfords. Zu seinen Besitzungen gehörte die Zuckerrohrpflanzung Roaring River Estate bei Savanna-la-Mar in der Westmoreland Parish im Westen Jamaikas.

## Schriften
- Remarks upon the situation of Negroes in Jamaica impartially made from a local experience of nearly thirteen years in that island (London 1788)
- A descriptive account of the island of Jamaica with remarks upon the cultivation of the sugar-cane … also observations and reflections upon what would probably be the consequences of an abolition of the slave-trade, and of the emancipation of the slaves (London 1790)

| Personendaten    | Personendaten                              |
| ---------------- | ------------------------------------------ |
| NAME             | Beckford von Somerley, William             |
| KURZBESCHREIBUNG | jamaikanischer Plantagenbesitzer und Autor |
| GEBURTSDATUM     | 1744                                       |
| GEBURTSORT       | Jamaika                                    |
| STERBEDATUM      | 5. Februar 1799                            |
| STERBEORT        | London                                     |